# Dealul Poklonnaia
Poklonnaia Gora (în rusă Поклонная гора, transliterat: Poklonnaia gorá, literalmente „dealul plecăciunii”; metaforic „Dealul închinării smerite”) a fost, datorită înălțimii sale de 171,5 metri, unul dintre cele mai înalte locuri din Moscova. Cele două culmi ale sale erau separate de râul Setun, până când una dintre cele două culmi a fost nivelată în 1987. Începând din 1936 această zonă face parte din Moscova și aici se află Parcul Victoriei, cu mai multe tancuri și alte vehicule folosite în cel de-al Doilea Război Mondial.
Din punct de vedere istoric, dealul a avut o mare importanță strategică deoarece oferea cea mai bună panoramă a capitalei ruse. Numele său derivă din expresia în limba rusă pentru „a face plecăciune”, deoarece era obiceiul ca oricine se apropie de capitală dinspre vest să se închine aici. În 1812 aici a fost locul în care Napoleon a așteptat în zadar ca rușii să-i aducă cheile de la Kremlin.

## Parcul Victoriei
În anii 1960 autoritățile sovietice au decis să folosească această zonă ca un muzeu în aer liber dedicat victoriei ruse asupra lui Napoleon. Noul Arc de Triumf, construit din lemn în 1814 și din marmură în 1827 după un proiect al lui Osip Bove, a fost relocat și reconstruit aici în 1968. Coliba din bârne, unde Kutuzov a prezidat conferința de la Fili în care a decis să abandoneze Moscova în mâinile inamicului, a fost desemnată monument național. Imensa panoramă „Bătălia de la Borodino” (1910-1912) de Franz Roubaud a fost instalată aici în 1962. Un monument dedicat lui Kutuzov a fost inaugurat în 1973.
Parcul Victoriei și Piața Învingătorilor sunt părți importante ale muzeului în aer liber. În 1987 dealul a fost nivelat până la nivelul solului și în anii 1990 a fost adăugat un obelisc completat cu o statuie a zeiței Nike și cu un monument al Sfântului Gheorghe ucigând balaurul, ambele proiectate de Zurab Tsereteli. Înălțimea obeliscului este de exact 141,8 metri, adică 10 centimetri pentru fiecare zi a războiului. O biserică ortodoxă cu o cupolă aurită a fost construită pe culmea dealului în anii 1993-1995, urmată de o moschee memorială și de Sinagoga memorială a Holocaustului.
Pe 9 mai 1995 a avut loc aici prima paradă a victoriei din perioada postsovietică, în prezența președintelui Federației Ruse, Boris Elțin, și a ministrului apărării, generalul de armată Pavel Graciov. Comandantul paradei a fost comandantul Regiunii Militare Moscova, general-colonel Leonid Kuznețov. Această paradă a fost, de asemenea, prima prezentare majoră a noilor uniforme militare din perioada postsovietică.
Cu prilejul celei de-a 60-a aniversări a Zilei Victoriei, în 2005, președintele Vladimir Putin a inaugurat 15 coloane de bronz extravagante, simbolizând principalele fronturi și nave militare ale Armatei Roșii în cel de-al Doilea Război Mondial.

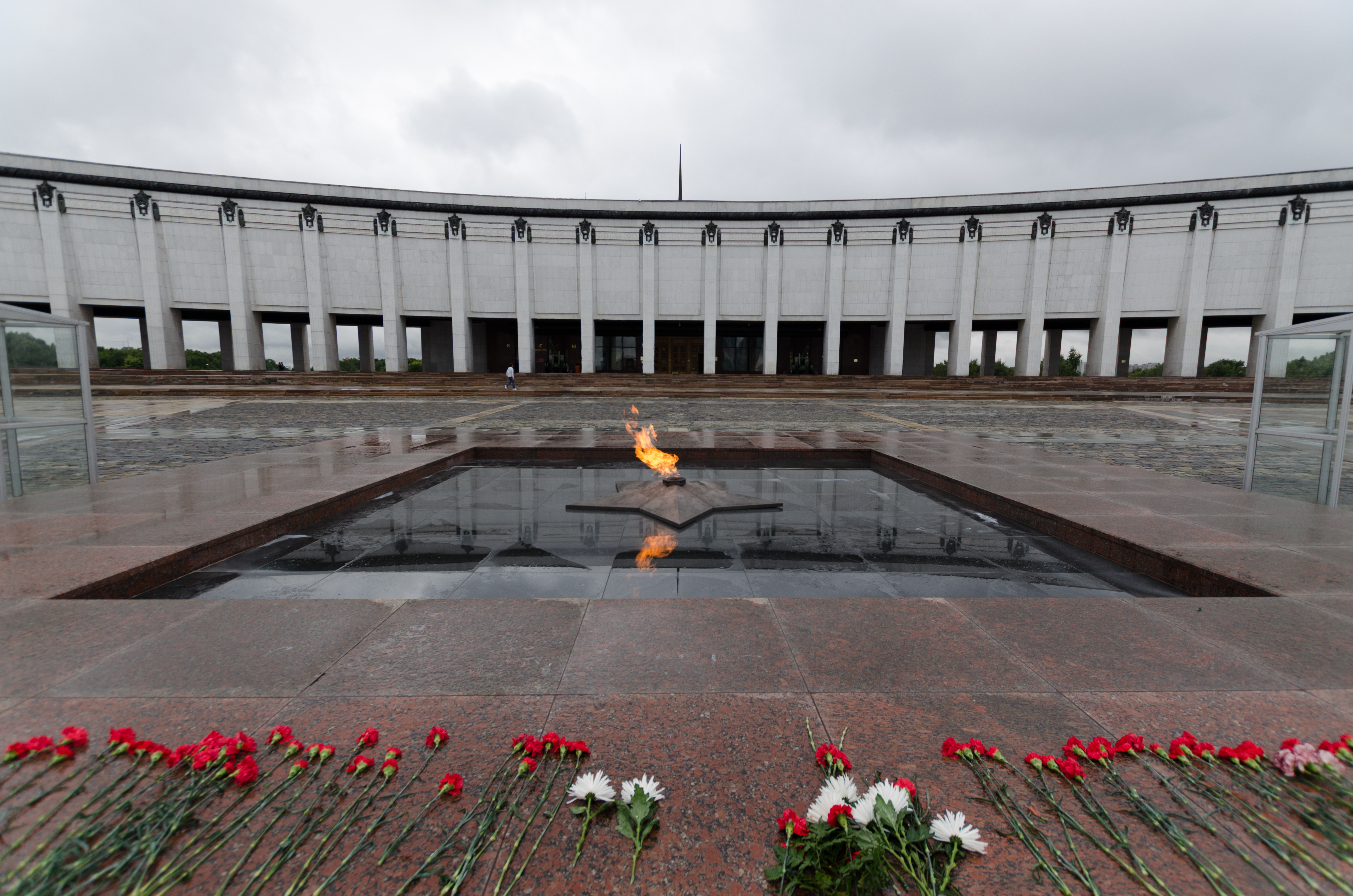
Flacăra eternă
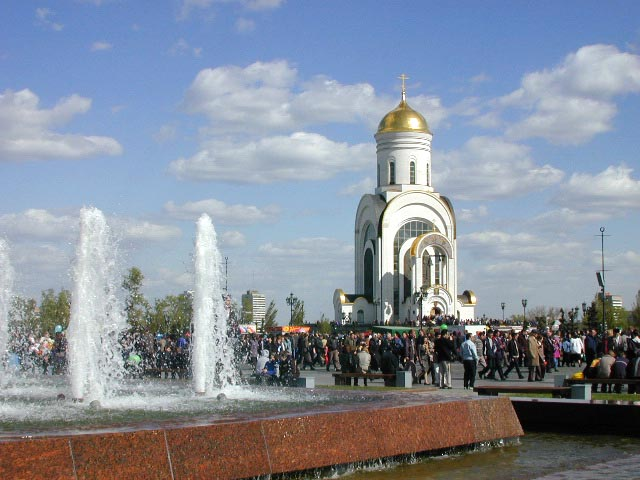
Biserica Sf. Gheorghe
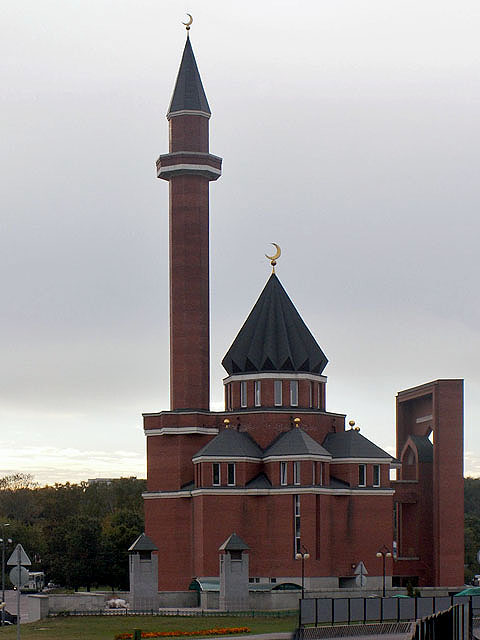
Moscheea memorială
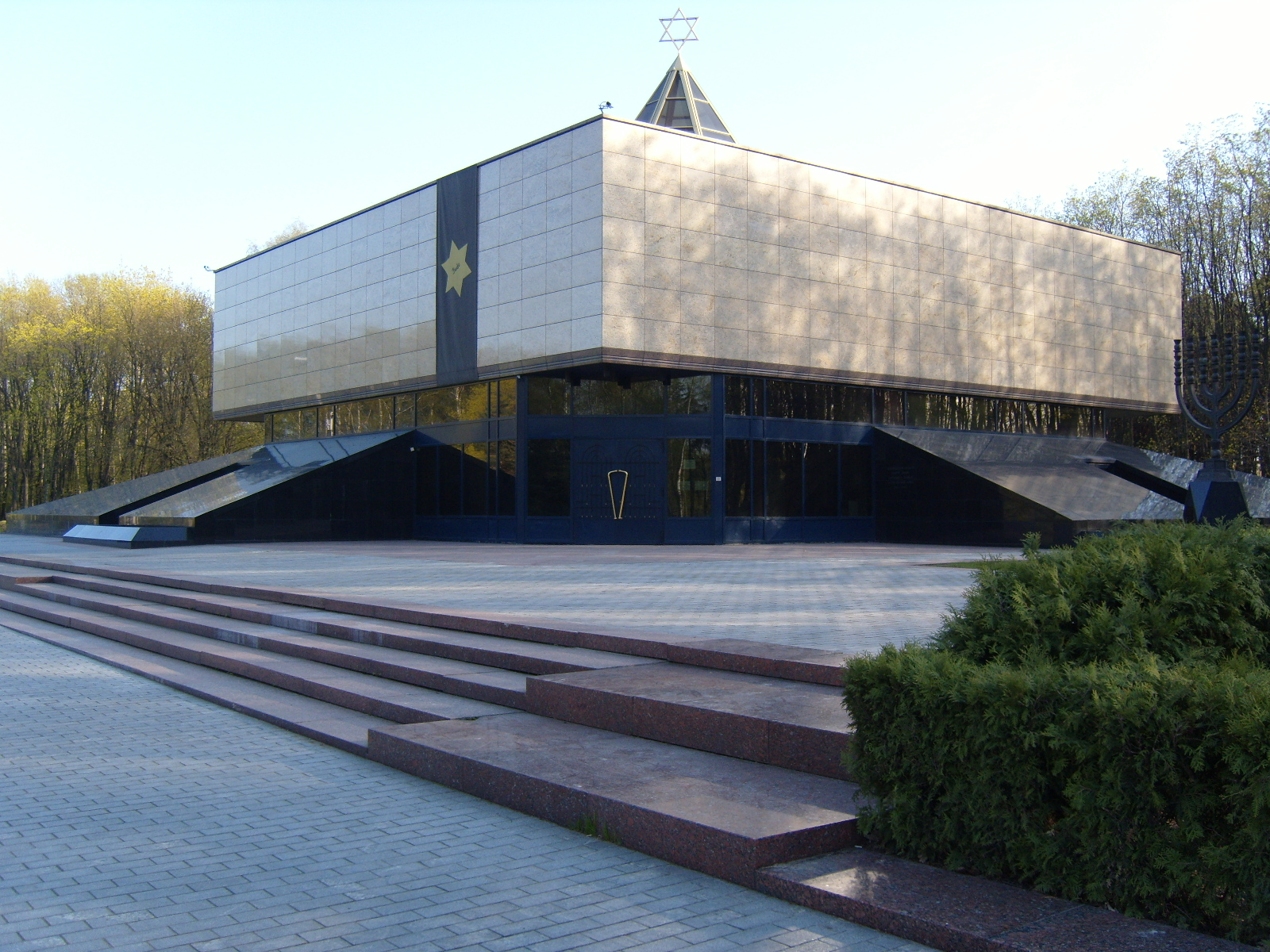
Sinagoga memorială
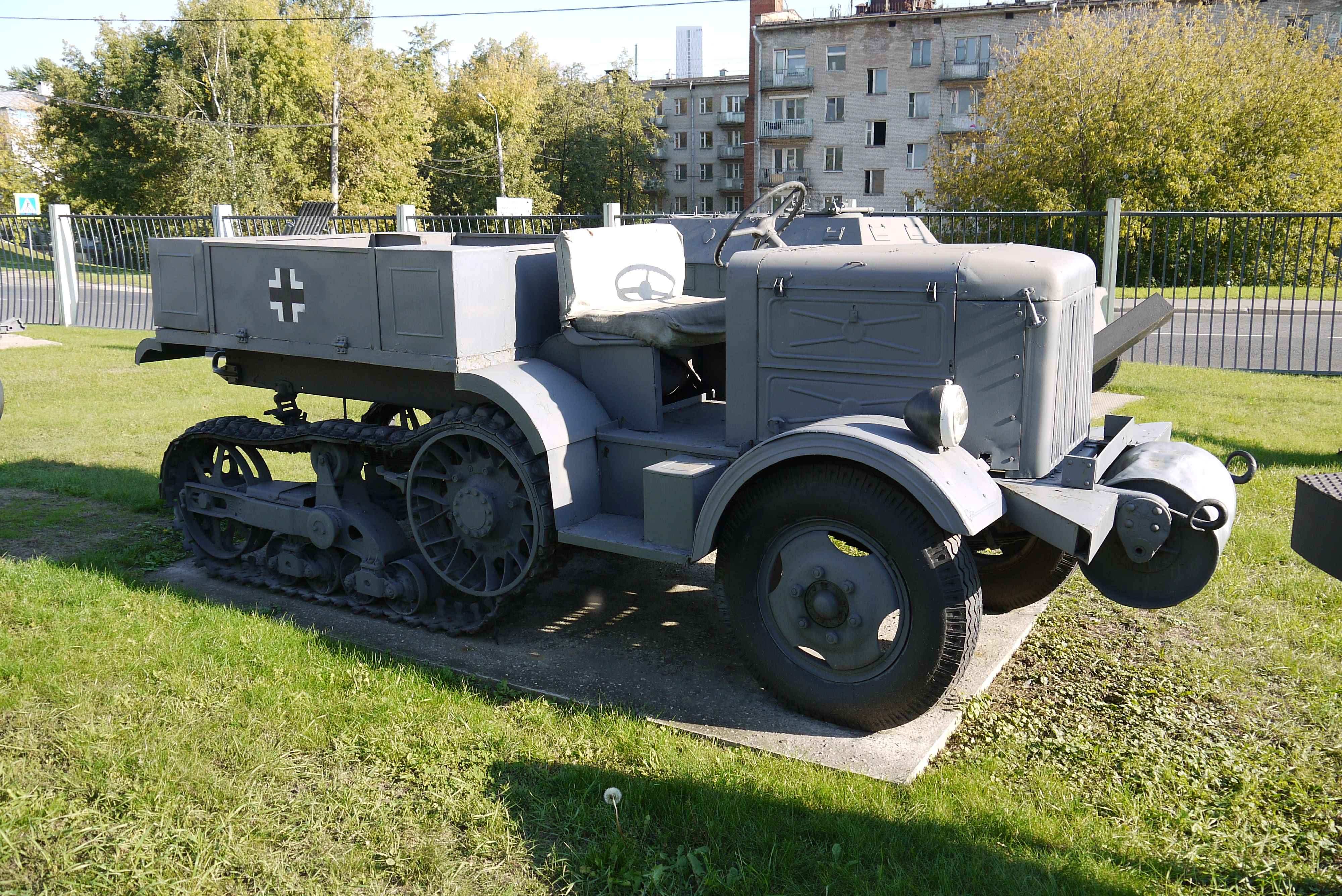
O autoșenilă Unic-Kegresse P107 care a fost folosită de Wehrmacht, expusă în Muzeul Marelui Război pentru Apărarea Patriei, Parcul Victoriei de pe dealul Poklonnaia
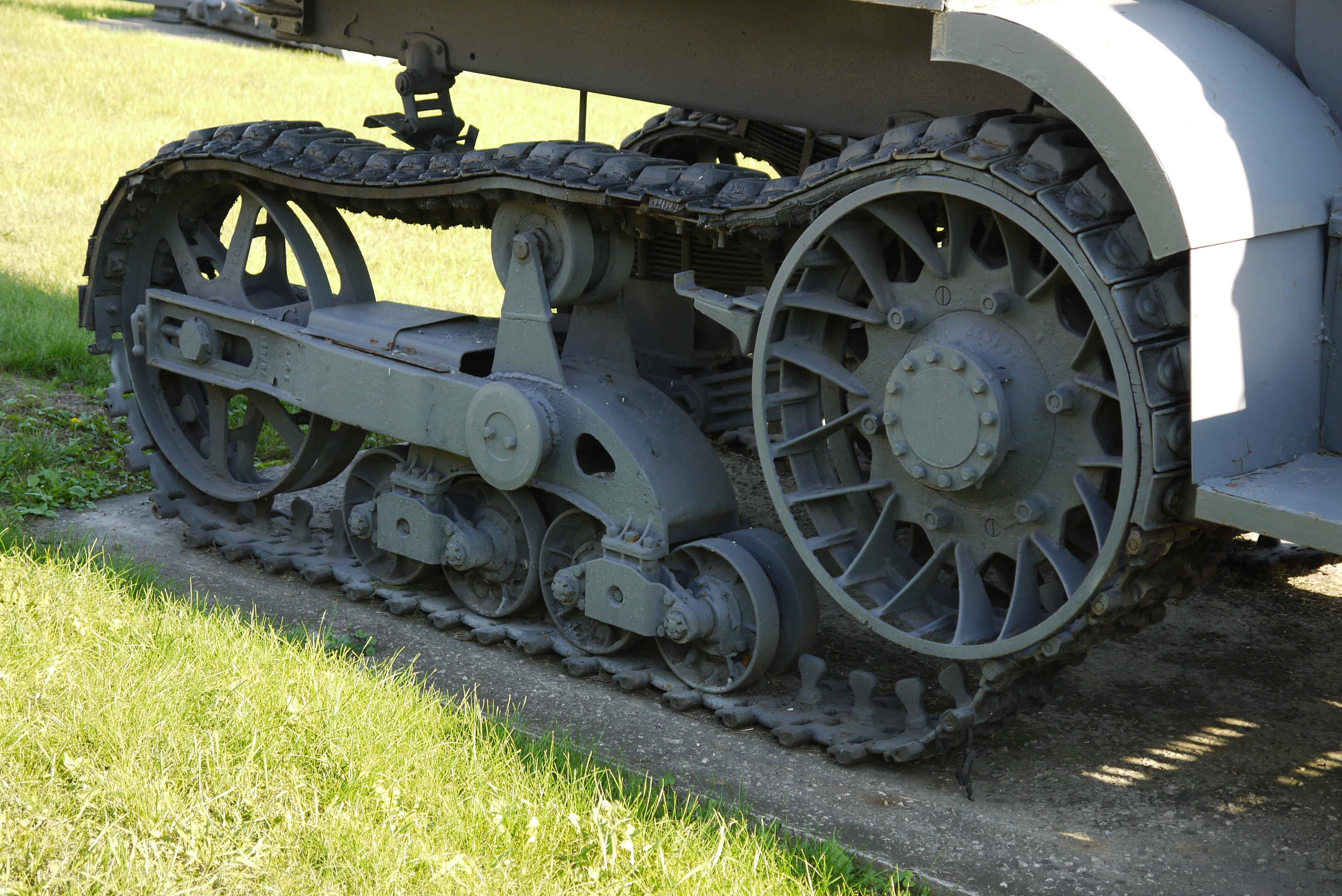
Șenilă a unei autoșenile Unic-Kegresse P107 care a fost folosită de Wehrmacht, expusă în Muzeul Marelui Război pentru Apărarea Patriei, Parcul Victoriei de pe dealul Poklonnaia
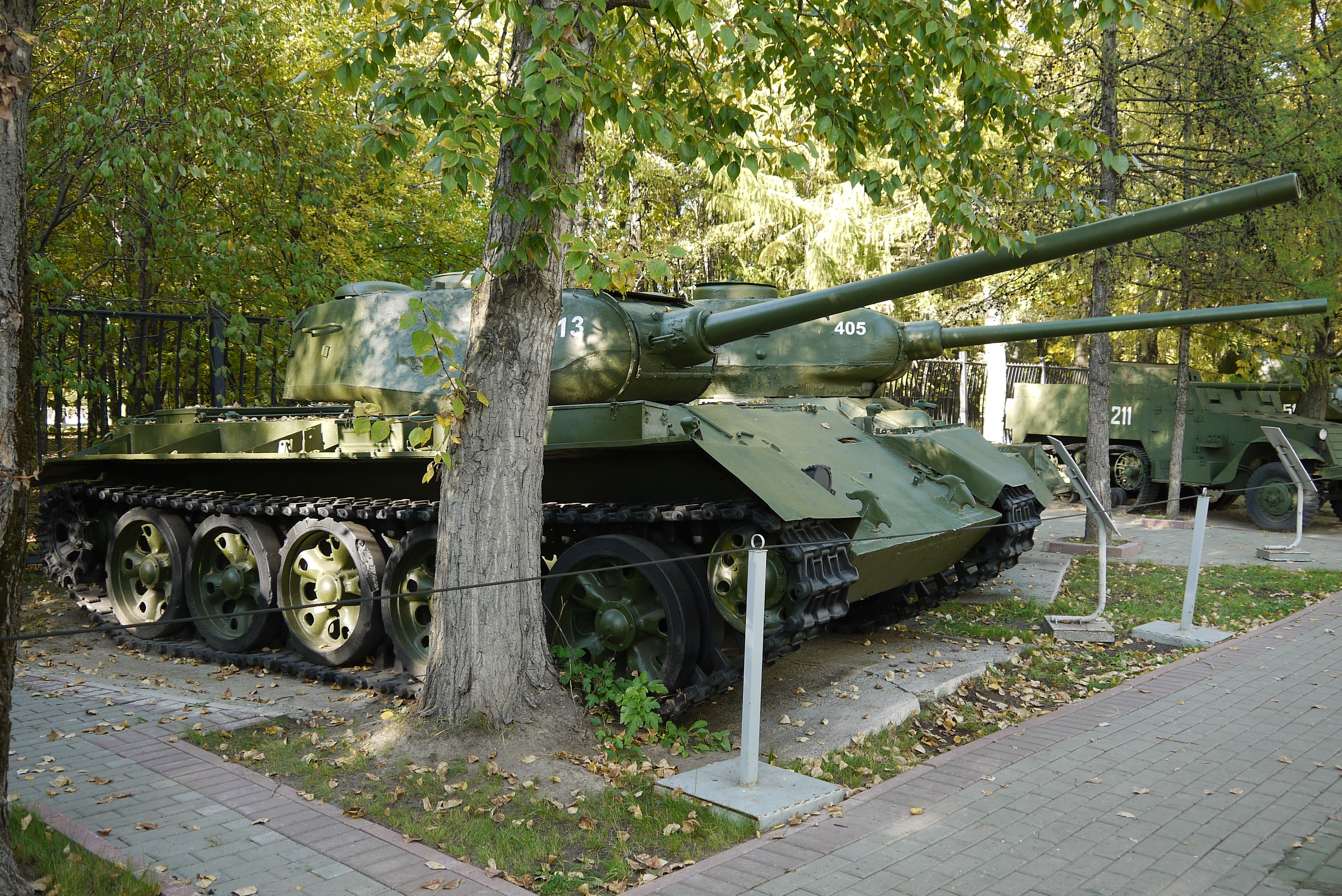
T-44 expus în Muzeul Marelui Război pentru Apărarea Patriei, Parcul Victoriei de pe dealul Poklonnaia
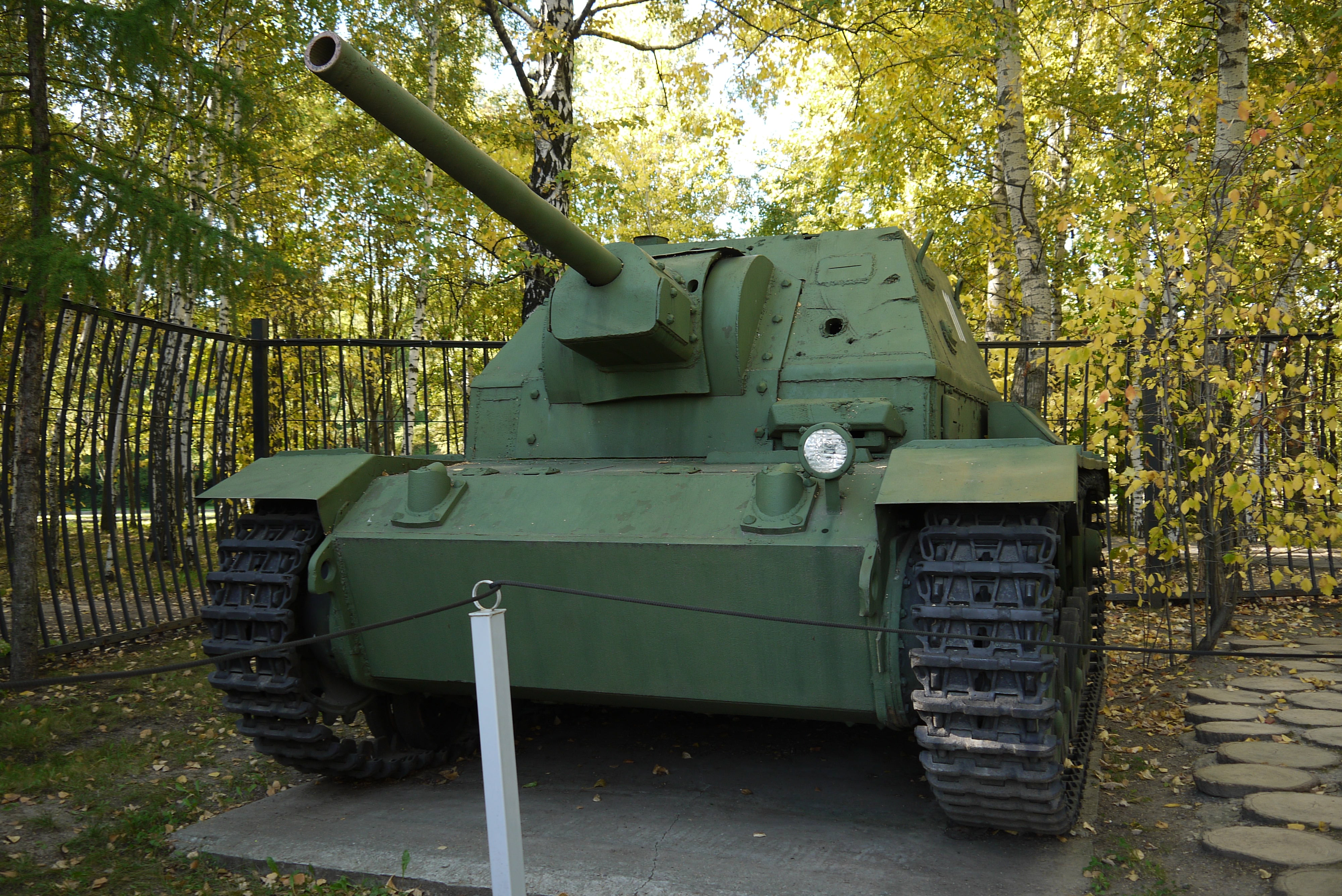
Su-76i expus în Muzeul Marelui Război pentru Apărarea Patriei, Parcul Victoriei de pe dealul Poklonnaia
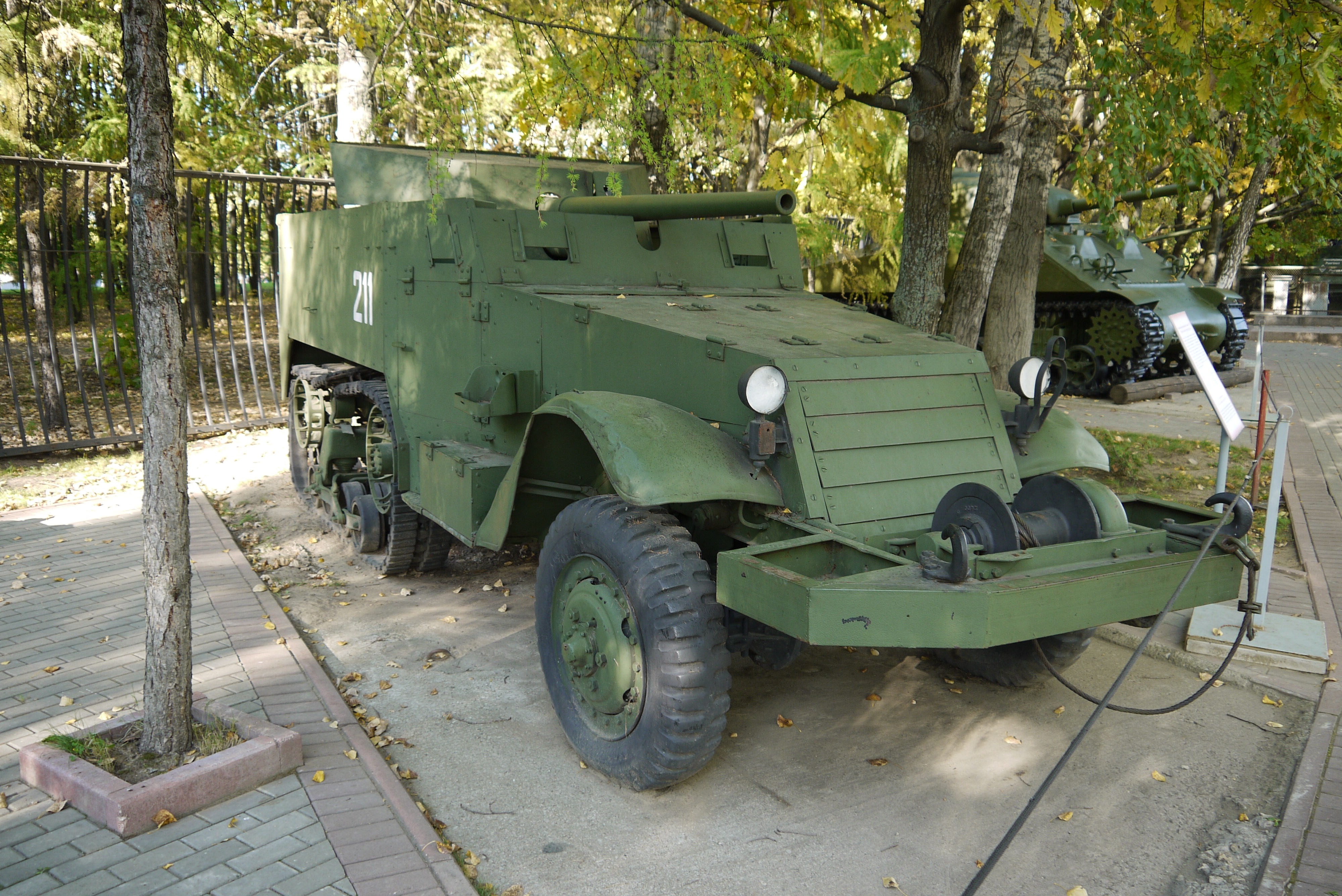
T48 57 mm GMC / SU-57 bazat pe o autoșenilă M3 expus în Muzeul Marelui Război pentru Apărarea Patriei, Parcul Victoriei de pe dealul Poklonnaia

## Muzeul războiului
Începând cu anii 1980 dealul include, de asemenea, un muzeu monumental dedicat victoriei sovietice în Marele Război pentru Apărarea Patriei. Clădirea principală a muzeului a fost construită între 1983 și 1995. Sala Gloriei conșine 12 reliefuri ale celor 12 Orașe Erou sovietice, iar pe pereții de marmură sunt înscrise numele a mai multor mii de Eroi ai Uniunii Sovietice din timpul războiului. Sala comemorării de jos conține Cărțile aducerii aminte cu numele a mai mult de 26 de milioane de sovietici morți în război.